# عبدالله سگزی
عبدالله بن محمدبن صالح معروف به عبدالله سگزی یا سجزی حاکم هرات بود که در جنگ پیش آمده بین او و برادرانش با یعقوب لیث صفاری، عبدالله با شمشیر صورت یعقوب را زخمی کرد.
در زمان فتح و قدرت یعقوب، عبدالله و برادرانش مجبور می‌شوند از سیستان فرار کنند و به محمدبن طاهر در نیشابور پناه ببرند. یعقوب به محمد بن طاهر نامه نوشت و خواستار تسلیم عبدالله و برادرانش شد، اما محمد بن طاهر این کار را نکرد.
از طرفی یعقوب بعد از پیروزی‌هایی که در هرات و فارس و افغانستان امروزی داشت، تصمیم به جنگ باامیر طاهری را گرفته بود. پس این ماجرا را بهانه‌ای قرار داد و به سمت نیشابور رفت.
با شنیدن خبر لشکرکشی یعقوب به نیشابور، عبدالله سجزی به دامغان گریخت و بعد از آن به گرگان و متحد حسن بن زید علوی شد.
براساس روایاتی در تاریخ سیستان ذکرشده، مرزبان طبرستان عبدالله را تسلیم یعقوب کرد و این چنین او کشته شد.
و از طرفی دیگر گفته شده که عبدالله سجزی بعد از فرار به گرگان درگیری با لشکر یعقوب که ۴۰ هزار نفر آن‌ها کشته شدند، همراه با برادرانش به ری پناه برد.
یعقوب طی نامه‌ای تهدیدآمیز از حاکم ری خواست که آن‌ها را تسلیم کند و این چنین شد که یعقوب آن‌ها را همراه خود به محله شادیاخ در نیشابور برد و در آنجا به ۴ میخ آهنی کشید.